# Kościan
Kościan [ˈkɔɕʨan] (deutsch Kosten) ist eine Stadt in der polnischen Woiwodschaft Großpolen.

## Geographie

### Lage

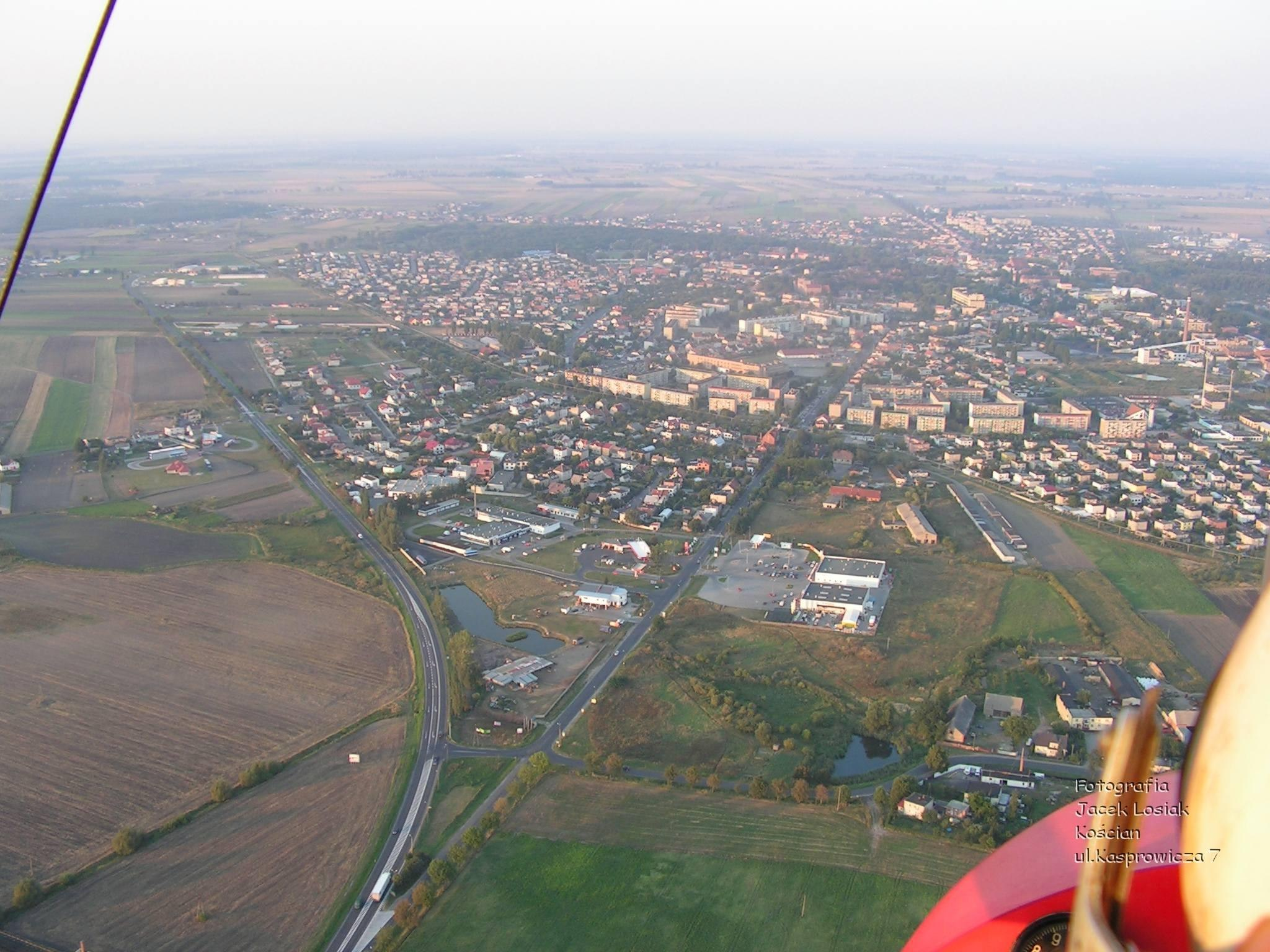
Kościan aus der Vogelperspektive

Die Stadt liegt an der Obra, etwa 45 Kilometer südlich der Stadt Posen.

### Geologie
Im Umland der Stadt befinden sich Braunkohleflöze. Deren Entstehung ist darauf zurückzuführen, dass während der Kreidezeit ein Meer die Fläche des Ortes bedeckte und sich im Tertiär in der Gegend viele Seen befanden.

## Geschichte

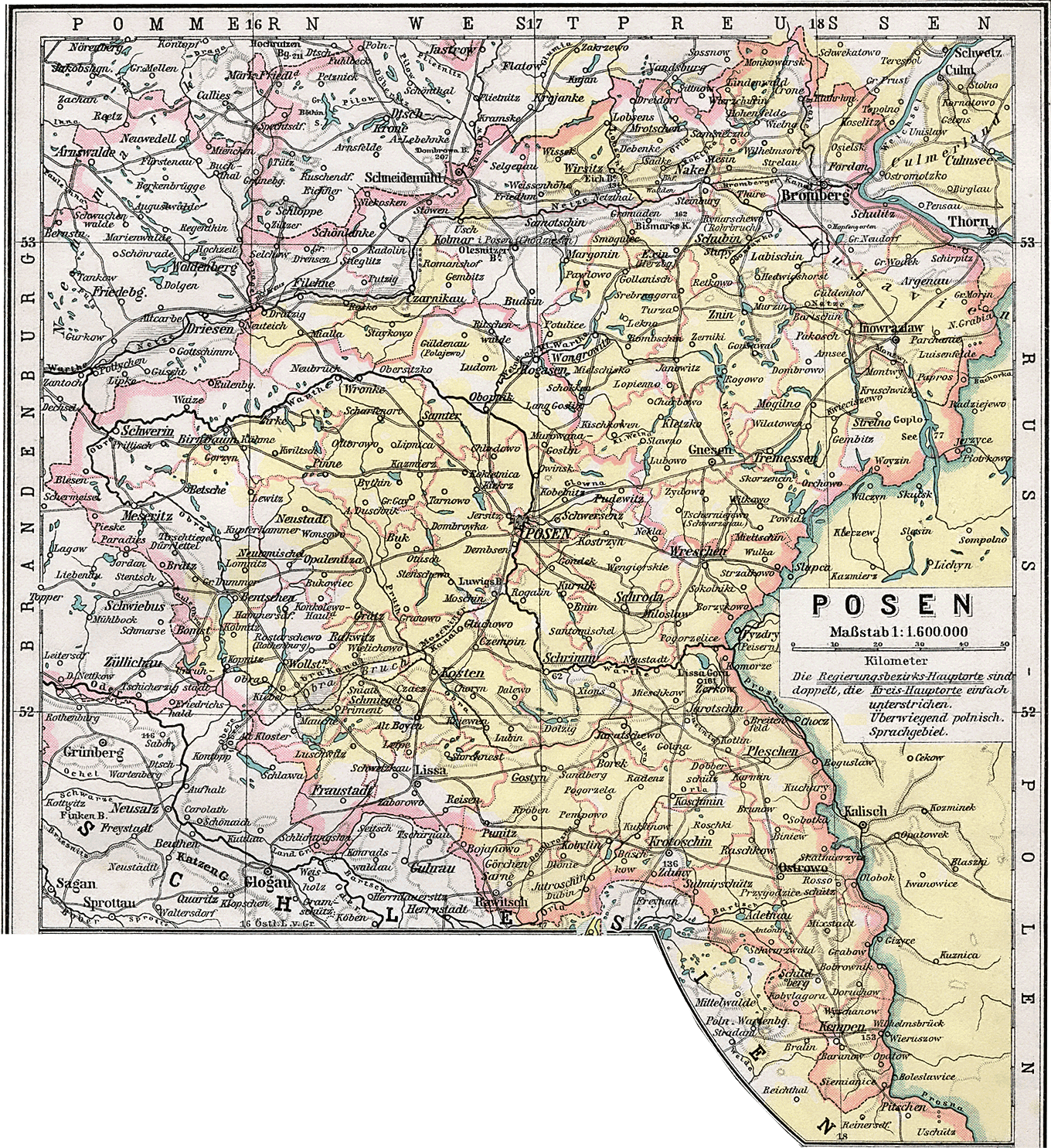
Kosten an der Obra südwestlich der Stadt Posen und nordöstlich der Stadt Fraustadt auf einer Landkarte der Provinz Posen von 1905 (gelb markierte Flächen kennzeichnen Gebiete mit seinerzeit mehrheitlich polnischsprachiger Bevölkerung)

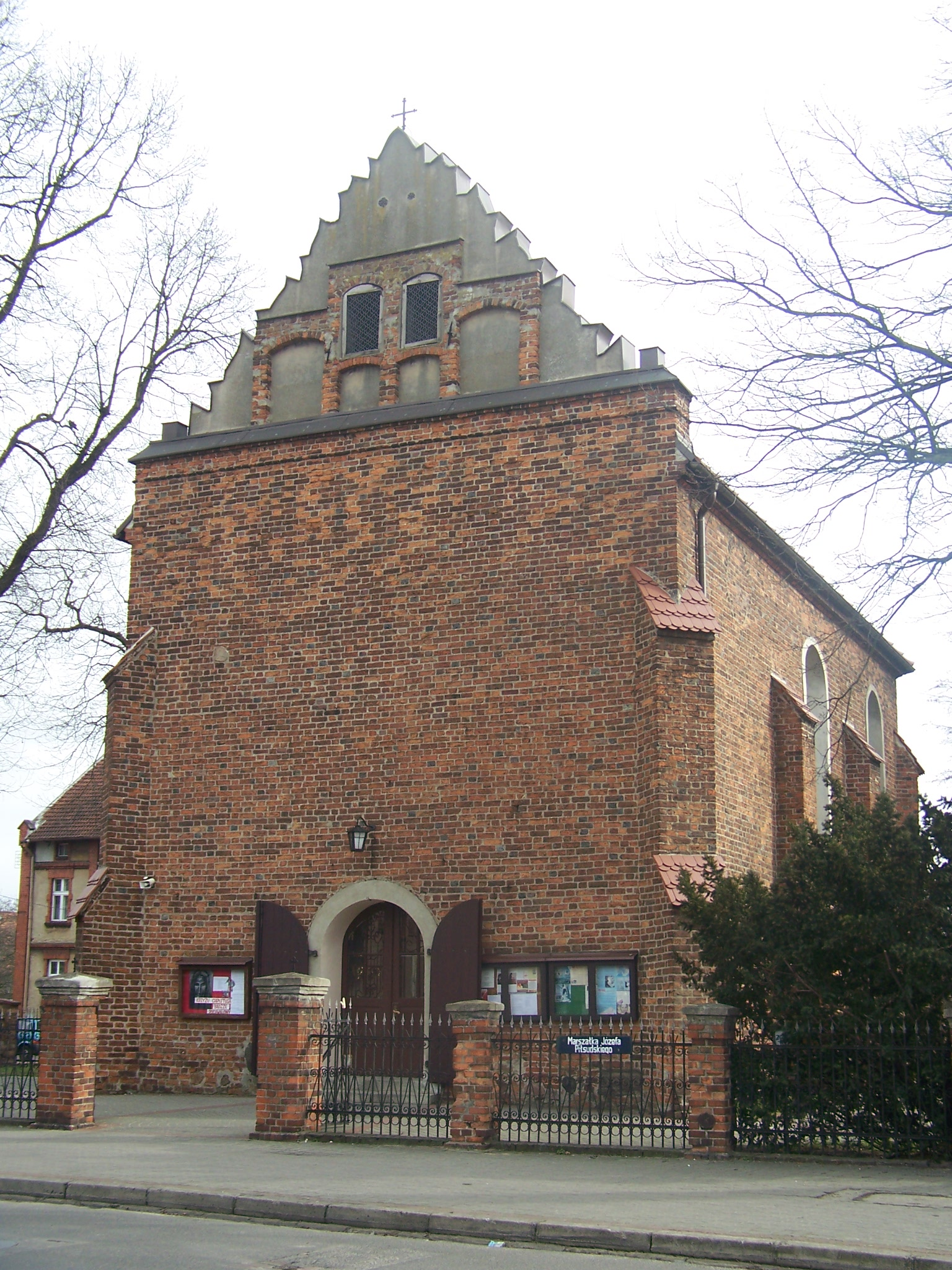
Heilig-Geist-Kirche

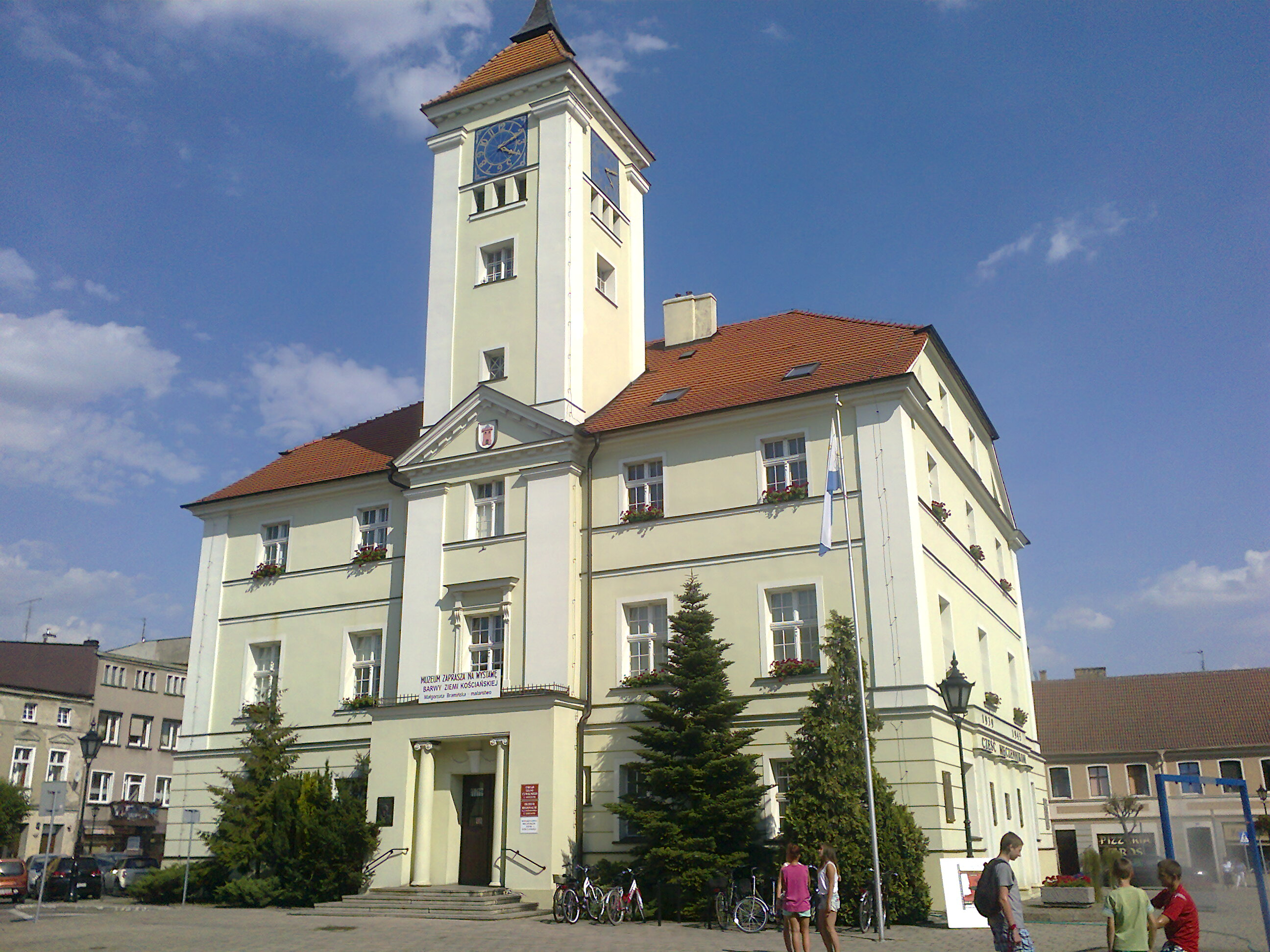
Rathaus und Regionalmuseum

In alten Urkunden heißt der Ort 1242 Costan, 1289 Costhan, 1425 Costen und 1472, 1487 sowie 1520 Kosten, später auch Costenum.
Der Geschichtsschreibung zufolge hatte hier im 12. Jahrhundert der böhmische Herzog Soběslav I. ein Schloss erbauen lassen, um von hier aus die Schlesier besser im Zaume halten zu können; er starb jedoch im Jahr 1140 vor dessen Vollendung. Hundert Jahre später soll Heinrich I., Herzog von Schlesien, Polen und Krakau, der Geistlichkeit Kostens mehrfach Rechte zugestanden haben; das dafür angegebene Jahr 1238 ist jedoch sein Todesjahr, er starb am 19. März 1238 in Crossen.
Im 13. Jahrhundert war die Siedlung ein Marktflecken. Seit 1296 stand Kosten unter schlesischen Herzögen, bei der Erbteilung 1312 erscheint es als Hauptort eines Kreises. 1332 wurde es von den Polen belagert, unter Anführung Kasimirs, des jüngsten Sohns des polnischen Königs Władysław I. Ellenlang. Eine deutsche Besatzung hielt Kosten, bis die Einwohner in die Übergabe einlenkten. Danach wurden die Verteidiger niedergemacht, und Kosten kam fortan unter polnische Hoheit.
Das Stadtrecht, das die Ortschaft vermutlich in der 2. Hälfte des 12. Jahrhunderts erhalten hatte, wurde 1400 von König Władysław II. Jagiełło bestätigt. Während dieser Zeit war der Ort die zweite Stadt in Großpolen. Im 15. Jahrhundert wurde die Stadt Sitz eines großen Landkreises, der 24 Städte, u. a. Babimost (Bomst), Wolsztyn (Wollstein) und Książ, sowie 574 Dörfer und 118 Pfarreien umfasste. Der Ort war auch ein wichtiges Zentrum des Handwerks. Der Ort und seine Umgebung bildeten eine kleine deutsche Sprachinsel.
Ein schwerer Schlag für die Entwicklung des Ortes war der zweite Schwedisch-Polnische Krieg. 1655 bis 1656 wurde der Ort von den Schweden zerstört und niedergebrannt. Auch in nachfolgenden Kriegen wurde der Ort mehrfach zerstört. Nach der zweiten polnischen Teilung wurde der Ort 1794 Teil Preußens. 1807 wurde die Stadt Teil des neu gegründeten Großherzogtums Warschau, fiel 1815 aufgrund der Beschlüsse auf dem Wiener Kongress aber wieder an Preußen zurück und wurde Sitz des Kreises Kosten.
1856 erhielt der Ort Anschluss an das Eisenbahnnetz mit Verbindungen nach Breslau und Posen. Wirtschaftlich von Bedeutung waren für die Stadt in der Zeit die Tabak- und Zuckerrübenverarbeitung. Die seit 1881 bestehende Zuckerfabrik lag direkt am Bahnhof, zur Anlieferung der Zuckerrüben gab es von 1906 bis ca. 1945 ein Netz von Feldbahnen in Richtung Westen zu den Gütern Kobelnik, Kokorzyn und Szczodrowo. Am Anfang des 20. Jahrhunderts hatte Kosten eine evangelische und zwei katholische Kirchen, eine Synagoge, eine Niederlassung der Benediktinerinnen mit Krankenanstalt, eine Reichsbanknebenstelle und war Sitz eines Amtsgerichts.
Gegen Ende des Ersten Weltkriegs kam Kosten im Dezember 1918 im Rahmen des Großpolnischen Aufstands unter die Kontrolle bewaffneter polnischer Rebellen. Aufgrund der Bestimmungen des Versailler Vertrag musste die Stadt 1920 offiziell an die Zweite Polnische Republik abgetreten werden. Die Wirtschaft entwickelte sich anschließend gut.
1939 wurde die Stadt beim Überfall auf Polen von der deutschen Wehrmacht besetzt. Anschließend wurde sie völkerrechtswidrig dem Deutschen Reich einverleibt. Während der Besetzung durch die Nationalsozialisten kam es in der Stadt zu Hinrichtungen, Vertreibungen und Deportationen in Konzentrationslager. Aus der Pflegeanstalt Kosten/Warthegau im ehemaligen Bernhardinerkloster wurden 3334 psychisch kranke Menschen ermordet, davon waren 2750 am 9. Februar 1940 aus dem Altreich dorthin gebracht worden.
Gegen Ende des Zweiten Weltkriegs besetzte im Januar 1945 die Rote Armee die Stadt. In der Folgezeit wurden deutsche Bewohner von der örtlichen polnischen Verwaltungsbehörde vertrieben. 
1975 verlor die Stadt ihren Sitz als Hauptstadt eines Powiat und wurde Teil der neu geschaffenen Woiwodschaft Leszno. Bei einer erneuten Verwaltungsreform 1999 wurde die Woiwodschaft aufgelöst und die Stadt wurde wieder Sitz des Powiat Kościański.

### Demographie

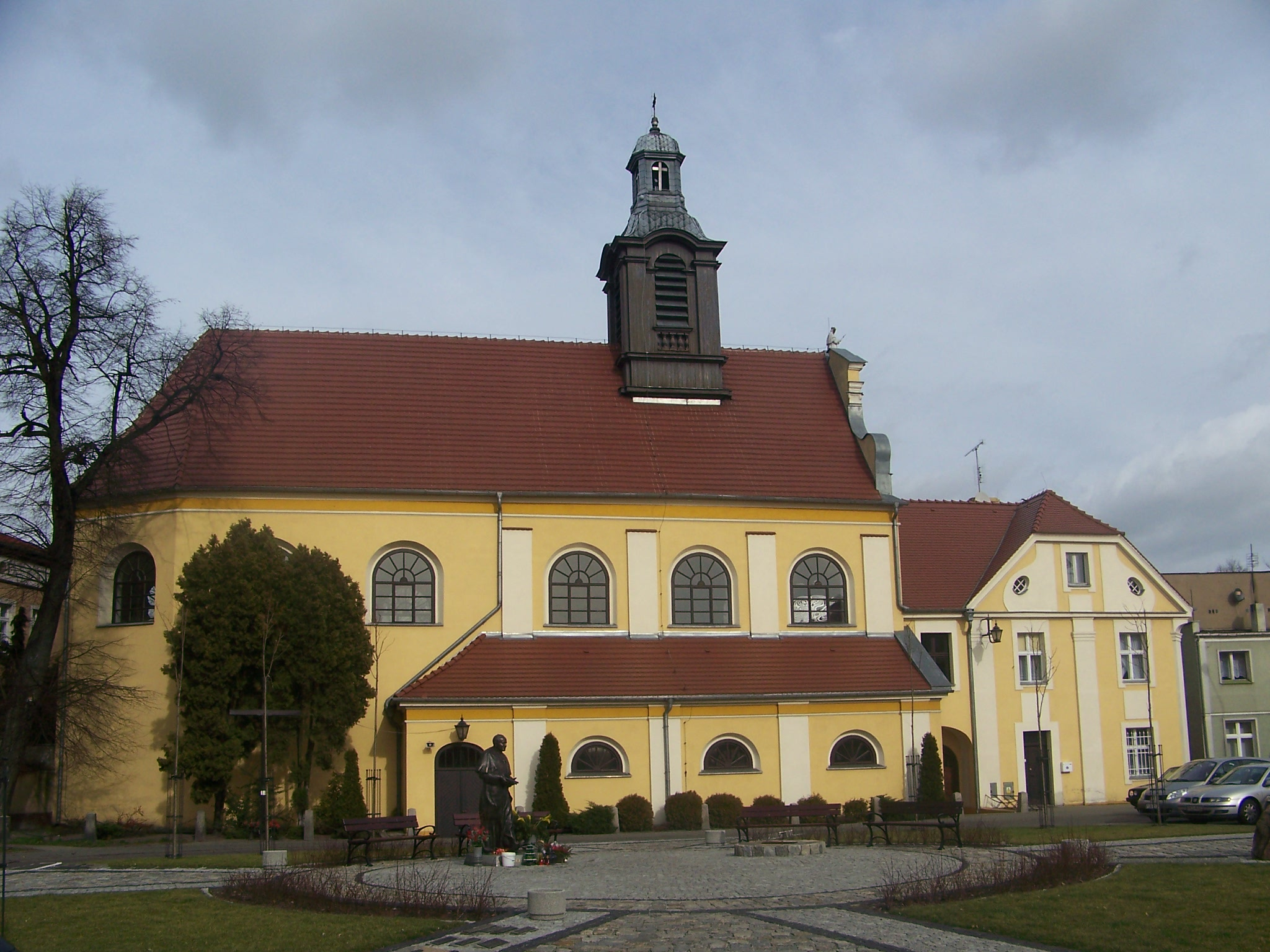
Herr-Jesu-Kirche

| Jahr | Einwohnerzahl | Anmerkungen |
| ---- | ------------- | --- |
| 1799 | 1704          | davon ein Drittel Polen, sechs Juden |
| 1803 | 1202          | [ 7 ] |
| 1815 | 1450          | nach anderen Angaben 1662 Einwohner (nach dem Wiener Kongress, als die Stadt zum zweiten Mal preußisch wurde)                                                                                      |
| 1816 | 1608          | nach anderen Angaben 1509 Einwohner, davon 188 Evangelische, 1255 Katholiken, 66 Juden |
| 1821 | 1620          | [ 7 ] |
| 1826 | 1700          | in 212 Häusern |
| 1837 | 2044          | [ 10 ] |
| 1843 | 2605          | [ 10 ] |
| 1858 | 3321          | [ 10 ] |
| 1861 | 3491          | [ 10 ] |
| 1867 | 3716          | am 3. Dezember |
| 1871 | 3593          | davon 840 Evangelische, 2520 Katholiken und 230 Juden (2200 Polen); nach anderen Angaben 3595 Einwohner (am 1. Dezember), davon 770 Evangelische, 2553 Katholiken, ein sonstiger Christ, 271 Juden |
| 1875 | 3951          | [ 13 ] |
| 1880 | 4442          | [ 13 ] |
| 1890 | 4701          | davon 957 Evangelische, 3546 Katholiken, 196 Juden |
| 1900 | 5785          | meist Katholiken |
| 1910 | 7809          | am 1. Dezember |

| Jahr | Einwohner | Anmerkungen     |
| ---- | --------- | --------------- |
| 1950 | 10.800    |                 |
| 2000 | 24.425    |                 |
| 2004 | 24.085    | am 31. Dezember |

## Gmina
Kościan ist Sitz der Landgemeinde Kościan, zu der die Stadt Kościan selbst nicht gehört.

## Verkehr
Der Fernverkehrsbahnhof Kościan liegt an der Posen–Breslau. Früher begann im Bahnhof die Bahnstrecke Kościan–Opalenica und endete die Gostyner Kreisbahn.

## Söhne und Töchter der Stadt
- Alfred von Chlapowo Chlapowski (1874–1940), Minister, Diplomat und Mitglied des Deutschen Reichstags
- Margarete Turnowsky-Pinner (1884–1982), Sozialwissenschaftlerin
- Helmut Schinkel (1902–1946), deutsch-sowjetischer Reformpädagoge
- Zofia Walasek (1933–2022), Leichtathletin
- Wiesław Banach (* 1953), Kunsthistoriker
- Michał Jurecki (* 1984), Handballspieler
- Tomasz Nowak (* 1985), Fußballspieler
- Klaudia Konieczna (* 1995), Volleyballspielerin